# Sida (botanica)
Sida L. è un genere di piante floreali della famiglia delle Malvacee ( sottofamiglia Malvoideae), distribuite nelle regioni tropicali e subtropicali di tutto il pianeta.

## Etimologia
Il nome Sida proviene dal Greco antico che sta per melograno o giglio d'acqua; Linneo lo adottò dagli scritti di Teofrasto.

## Descrizione
Si tratta di erbe o arbusti annuali o perenni che crescono fino ad un'altezza che può andare dai 20 cm ai 2 metri. La maggior parte delle specie hanno una vegetazione pelosa, le lamine delle foglie sono generalmente prive di lobi con bordi serrati, ma possono anche dividersi in lobi. Esse nascono da piccioli ed hanno stipule. I fiori sono singoli o raggruppati in infiorescenze di varia forma. Ciascuno ha 5 sepali pelosi e 5 petali ombrati di giallo, arancio o bianco. Vi sono molti stami ed un gineceo diviso in più parti. Il frutto è uno schizocarpo a disco ampio fino a 2 centimetri, che si divide in sezioni da 5 a 12, ciascuna contenente un seme.

## Ecologia
Molte specie di Sida attraggono farfalle e falene. Sida rhombifolia, ad esempio, è la pianta nutrice di Pyrgus oileus.

## Tassonomia
Sida è stato storicamente un taxa contenitore, che raggruppava molte piante solo perché queste non avevano caratteristiche corrispondenti a quelle di altri generi delle Malvacee. Molte specie sono state continuamente riclassificate.
Attualmente al genere vengono attribuite oltre 250 specie:
- Sida abutifolia Mill.
- Sida acuta Burm.f.
- Sida adscendens A.St.-Hil.
- Sida aggregata C.Presl
- Sida alamosana S.Watson ex Rose
- Sida alba L.
- Sida albiflora (Chodat & Hassl.)Krapov.
- Sida alii Abedin

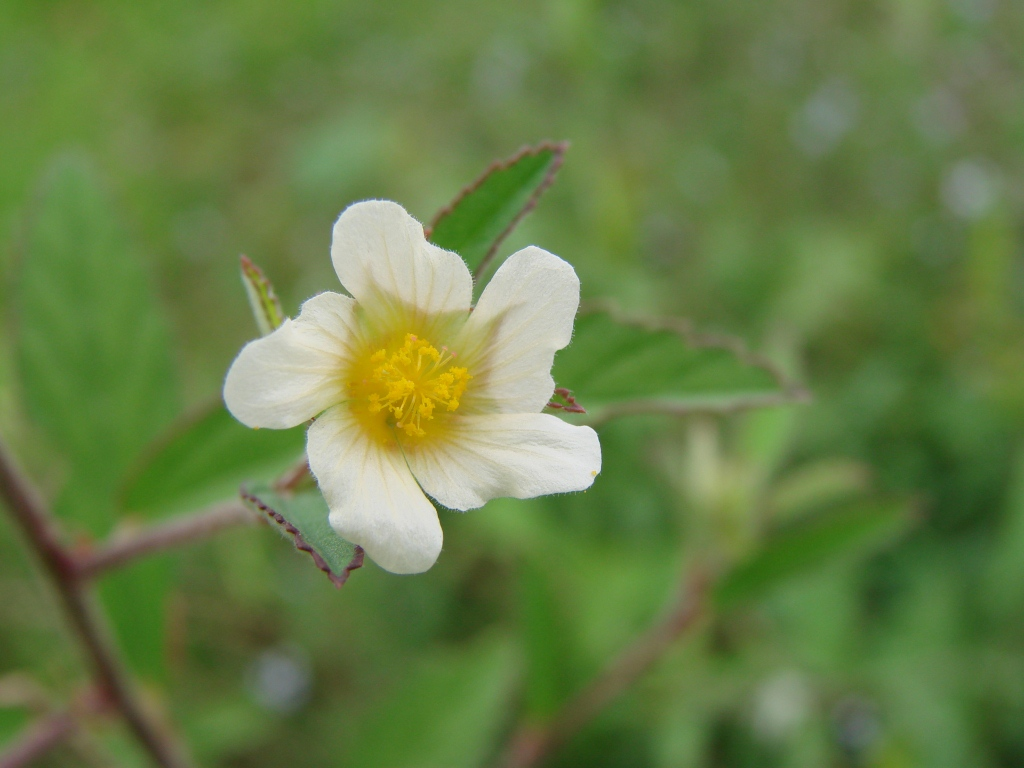
Sida rhombifolia

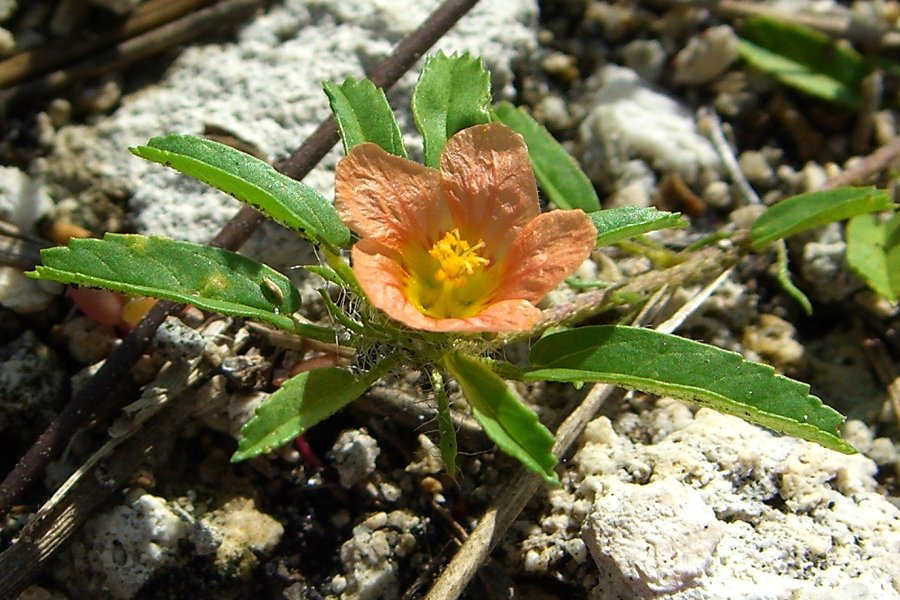
Sida ciliaris

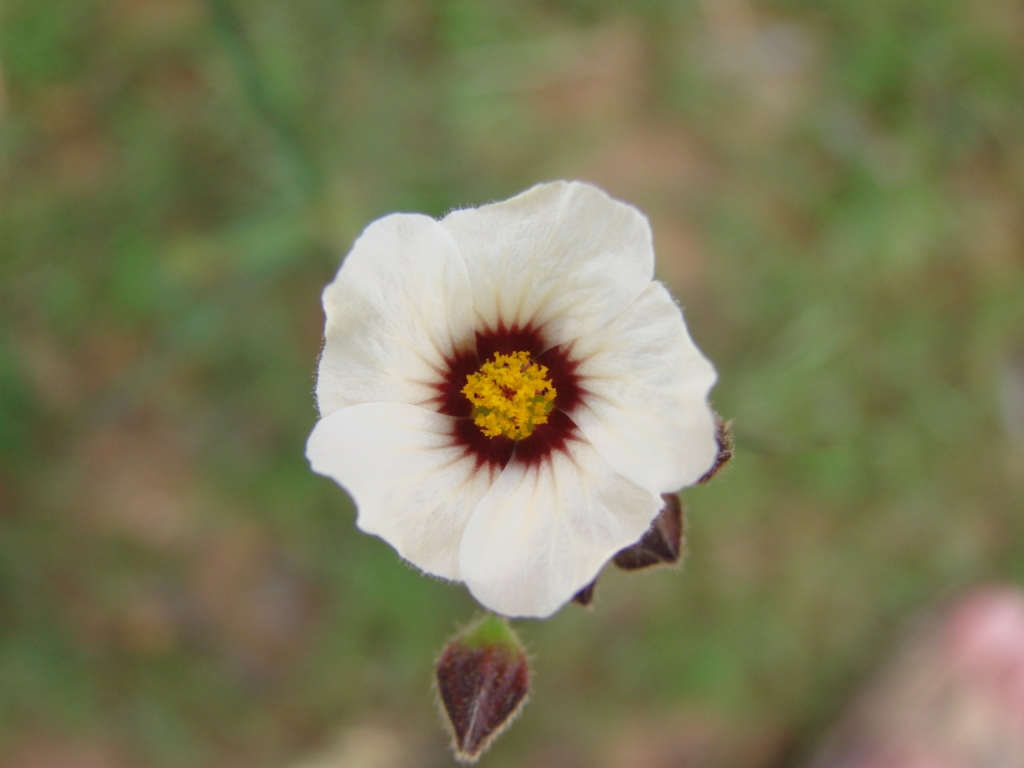
Sida linifolia

- Sida ammophila F.Muell. ex J.H.Willis
- Sida andersonii Fryxell
- Sida angustifolia Mill.
- Sida angustissima A.St.-Hil.
- Sida anodifolia Fryxell
- Sida anomala A.St.-Hil.
- Sida antillensis Urb.
- Sida aprica Domin
- Sida arboae Krapov.
- Sida arenicola S.T.Reynolds & A.E.Holland
- Sida argentea F.M.Bailey
- Sida argentina K.Schum.
- Sida argillacea A.E.Holland & S.T.Reynolds
- Sida arsiniata R.M.Barker
- Sida asterocalyx S.T.Reynolds & A.E.Holland
- Sida atherophora Domin
- Sida aurantiaca A.St.-Hil.
- Sida bakeriana Rusby
- Sida barclayi Baker f.
- Sida beckii Krapov.
- Sida bipartita Schltr.
- Sida blepharoprion Ulbr.
- Sida boliviana Gand.
- Sida bordasiana Krapov.
- Sida brachypoda A.E.Holland & S.T.Reynolds
- Sida brachystemon DC.
- Sida brittonii León
- Sida brownii Clement
- Sida cabraliana Krapov.
- Sida cabreriana Krapov.
- Sida calchaquiensis Rodrigo
- Sida calliantha Thulin
- Sida calva Fryxell
- Sida calyxhymenia J.Gay ex DC.
- Sida cambuiensis Monteiro
- Sida cardiophylla F.Muell.
- Sida carrascoana Bovini
- Sida castanocarpa Krapov.
- Sida caudata A.St.-Hil. & Naudin
- Sida cavernicola Krapov.
- Sida centuriata Clement
- Sida cerradoensis Krapov.
- Sida chapadensis K.Schum.
- Sida charpinii Krapov.
- Sida chinensis Retz.
- Sida chiquitana Krapov.
- Sida chrysantha Ulbr.
- Sida ciliaris L.
- Sida cleisocalyx F.Muell.
- Sida clementii Domin
- Sida confusa Hassl.
- Sida coradinii Krapov.
- Sida cordata (Burm.f.) Borss.Waalk.
- Sida cordifolia L.
- Sida cordifolioides K.M.Feng
- Sida corrugata Lindl.
- Sida coutinhoi Paiva & Noguiera
- Sida cristobaliana Krapov.
- Sida cuneifolia Roxb.
- Sida cuspidata  (A.Robyns)Krapov.
- Sida decandra R.E.Fr.
- Sida dubia A.St.-Hil. & Naudin
- Sida dureana Krapov.
- Sida echinocarpa F.Muell.
- Sida ectogama W.R.Barker & R.M.Barker
- Sida elliottii Torr. & A.Gray
- Sida elongata Blume
- Sida emilei Hochr.
- Sida esperanzae R.E.Fr.
- Sida everistiana S.T.Reynolds & A.E.Holland
- Sida fallax Walp.
- Sida fastuosa Fryxell & S.D.Koch
- Sida ferrucciana Krapov.
- Sida fibulifera Lindl.
- Sida floccosa Thulin & Vollesen
- Sida galheirensis Ulbr.
- Sida gertiana Krapov.
- Sida glabra Mill.
- Sida glaziovii K.Schum.
- Sida glocimarii Krapov.
- Sida glomerata Cav.
- Sida glutinosa Comm. ex Cav.
- Sida goniocarpa (F.Muell. ex Benth.) Domin
- Sida goyazensis K.Schum.
- Sida gracilipes Rusby
- Sida gracillima Hassl.
- Sida graniticola J.R.I.Wood
- Sida grazielae Monteiro
- Sida hackettiana W.Fitzg.
- Sida haenkeana C.Presl
- Sida harleyi Krapov.
- Sida hassleri Hochr.
- Sida hatschbachii Krapov.
- Sida hederifolia Cav.
- Sida hemitropousa Pandeya
- Sida hibisciformis Bertol.
- Sida hirsutissima Mill.
- Sida hoepfneri Gürke
- Sida honoriana Krapov.
- Sida hookeriana Miq.
- Sida hyalina Fryxell
- Sida hyssopifolia C.Presl
- Sida intricata F.Muell.
- Sida itaparicana Krapov.
- Sida jamaicensis L.
- Sida japiana Krapov.
- Sida jatrophoides L'Hér.
- Sida javensis Cav.
- Sida jussiaeana DC.
- Sida kingii F.Muell.
- Sida laciniata Bovini
- Sida lancifolia Burtt Davy
- Sida leitaofilhoi Krapov.
- Sida libenii Hauman
- Sida lilianae Krapov.
- Sida limensis R.E.Fr.
- Sida lindheimeri Engelm. & A.Gray
- Sida linearifolia A.St.-Hil.
- Sida linearis Cav.
- Sida linifolia Juss. ex Cav.
- Sida littoralis Siedo
- Sida lonchitis A.St.-Hil. & Naudin
- Sida longipedicellata Thulin
- Sida longipes A.Gray
- Sida luschnathiana Steud.
- Sida macaibae Monteiro
- Sida macropetala Monteiro
- Sida magnifica Domin
- Sida marabaensis Monteiro
- Sida martiana A.St.-Hil.
- Sida massaica Vollesen
- Sida meloana Krapov.
- Sida meridiana Fryxell
- Sida michoacana Fryxell
- Sida monteiroi Krapov.
- Sida monticola Fryxell
- Sida multicrena Hochr.
- Sida mysorensis Wight & Arn.
- Sida nemorensis Mart. ex Colla
- Sida neomexicana A.Gray
- Sida nesogena I.M.Johnst.
- Sida nummularia Baker f.
- Sida oblonga Bovini
- Sida ogadensis Thulin & Vollesen
- Sida oligandra K.Schum.
- Sida orientalis Cav.
- Sida ovalis Kostel.
- Sida ovata Forssk.
- Sida palmata Cav.
- Sida paradoxa Rodrigo
- Sida parva Krapov.
- Sida paucifolia DC.
- Sida pedersenii Krapov.
- Sida pedunculata (A.Cunn. ex J.M.Black) J.M.Black
- Sida pernambucensis Baracho & J.L.Brandão
- Sida petrophila F.Muell.
- Sida petropolitana Monteiro
- Sida phaeotricha F.Muell.
- Sida picklesiana A.S.Markey, S.J.Dillon & R.M.Barker
- Sida pindapoyensis Krapov.
- Sida pires-blackii Monteiro
- Sida planicaulis Cav.
- Sida platycalyx F.Muell. ex Benth.
- Sida pleiantha F.Muell. ex Benth.
- Sida poeppigiana (K.Schum.) Fryxell
- Sida potentilloides A.St.-Hil.
- Sida potosina Brandegee
- Sida pradeepiana Tambde & Sardesai
- Sida pritzeliana Domin
- Sida prolifica Fryxell & S.D.Koch
- Sida pseudocordifolia Hochr.
- Sida pseudocymbalaria Hassl.
- Sida pseudopotentilloides Monteiro
- Sida pseudorubifolia Krapov.
- Sida pueblensis Fryxell
- Sida pusilla Cav.
- Sida quettensis I.Riedl
- Sida quinquevalvacea J.L.Liu
- Sida ravii Sivad. & Anil Kumar
- Sida regnellii R.E.Fr.
- Sida reitzii Krapov.
- Sida repens Dombey ex Cav.
- Sida rhizomatosa Krapov.
- Sida rhombifolia L.
- Sida riedelii K.Schum.
- Sida rigida (G.Don) D.Dietr.
- Sida rivulicola Ulbr.
- Sida rodrigoi Monteiro
- Sida rohlenae Domin
- Sida rubifolia A.St.-Hil.
- Sida rubromarginata Nash
- Sida rufescens A.St.-Hil.
- Sida ruizii Ulbr.
- Sida rupicola Hassl.
- Sida rzedowskii Fryxell
- Sida salviifolia C.Presl
- Sida samoensis Rech.
- Sida sampaiana Monteiro
- Sida sangana Ulbr.
- Sida santaremensis Monteiro
- Sida schimperiana Hochst. ex A.Rich.
- Sida schininii Krapov.
- Sida schumanniana Krapov.
- Sida serrata Willd. ex Spreng.
- Sida setosa Mart. ex Colla
- Sida shinyangensis Vollesen
- Sida simpsonii Krapov.
- Sida sivarajanii Tambde, Sardesai & A.K.Pandey
- Sida spenceriana F.Muell.
- Sida spinosa L.
- Sida subcordata Span.
- Sida subcuneata A.St.-Hil.
- Sida sucupirana Krapov.
- Sida surumuensis Ulbr.
- Sida szechuensis Matsuda
- Sida tanaensis Vollesen
- Sida tenuicarpa Vollesen
- Sida teresinensis Krapov.
- Sida ternata L.f.
- Sida teysmannii Baker f.
- Sida tiagii Bhandari
- Sida tobatiensis Ulbr.
- Sida tragiifolia A.Gray
- Sida tressensiae Krapov.
- Sida trichopoda F.Muell.
- Sida tuberculata R.E.Fr.
- Sida turneroides Standl.
- Sida uchoae Monteiro
- Sida ulei Ulbr.
- Sida ulmifolia Mill.
- Sida uniaristata Gonçalez & V.N.Yoshik.
- Sida urens L.
- Sida vagans Krapov.
- Sida vallsii Krapov.
- Sida variegata (Griseb.) Krapov.
- Sida vespertina Ekman
- Sida viarum A.St.-Hil.
- Sida waltoniana Krapov.
- Sida weberbaueri Ulbr.
- Sida wingfieldii (Fryxell) Dorr
- Sida xanti A.Gray
- Sida yungasensis Krapov.
- Sida yunnanensis S.Y.Hu
- Sida zahlbruckneri Rech.

### Binomi obsoleti
Tra le specie ora attribuite ad altri generi vi sono:
- Sida abutiloides Jacq. = Abutilon abutiloides (Jacq.) Garcke ex Hochr.
- Sida abutilon L. = Abutilon theophrasti Medik.
- Sida compacta Gay = Nototriche compacta (Gay) A.W.Hill
- Sida cristata L. = Abutilon cristata (L.) Schltdl.
- Sida gigantea Jacq. = Abutilon giganteum (Jacq.) Sweet
- Sida grandifolia Willd. = Abutilon grandifolium (Willd.) Sweet
- Sida graveolens Roxb. ex Hornem. = Abutilon hirtum (Lam.) Sweet
- Sida grossulariifolia Hook. & Arn. = Sphaeralcea grossulariifolia (Hook. & Arn.) Rydb.
- Sida hederacea (Douglas) Torr. ex A.Gray = Malvella leprosa (Ortega) Krapov.
- Sida hispida Pursh = Malvastrum hispidum (Pursh) Hochr.
- Sida incana Link = Abutilon incanum (Link) Sweet
- Sida indica L. = Abutilon indicum (L.) Sweet
- Sida integerrima Hook. = Bakeridesia integerrima (Hook.) D.M.Bates
- Sida malvacea Vell. = Pavonia sepium A. St.-Hil.
- Sida malviflora DC. = Sidalcea malviflora (DC.) A.Gray ex Benth.
- Sida megapotamica A.Spreng. = Callianthe megapotamica (A.Spreng.) Dorr
- Sida micrantha A.St.-Hil. = Sidastrum micranthum (A.St.-Hil.) Fryxell
- Sida mollissima Cav. = Abutilon mollissimum (Cav.) Sweet Sida mollicoma Willd.
- Sida oregana Nutt. ex Torr. & A.Gray = Sidalcea oregana subsp. oregana
- Sida paniculata L. = Sidastrum paniculatum (L.) Fryxell
- Sida periplocifolia L. = Wissadula periplocifolia (L.) C.Presl ex Thwaites
- Sida picta Gillies ex Hook. & Arn. = Abutilon pictum (Gillies ex Hook. & Arn.) Walp.
- Sida reflexa Juss. ex Cav. = Abutilon reflexum (Juss. ex Cav.) Sweet
- Sida sellowiana Klotzsch = Abutilon sellowianum (Klotzsch) Regel
- Sida vitifolium Cav. = Corynabutilon vitifolium (Cav.) Kearney